# Eutheria
Eutheria (/juːˈθɪəriə/; từ Hy Lạp ευ-, eu- "chắc chắn/thật sự" và θηρίον, thērion "thú" tức "thú thật sự") là một trong hai nhánh của lớp thú với các thành viên còn sinh tồn đã phân nhánh trong đầu kỷ Creta hoặc có lẽ vào cuối kỷ Jura. Nhánh còn lại là Metatheria bao gồm thú có túi, hầu hết chúng mang con non trong túi. Trừ Didelphis virginiana, là một loài Metatheria, tất cả loài thú bản địa của châu Âu, Phi, Á và Bắc Mỹ đều là Eutheria. Các loài Eutheria còn sinh tồn, tổ tiên chung gần nhất của chúng và tất cả các hậu duệ đã tuyệt chủng sinh ra từ tổ tiên chung này đều là thú có nhau thai, trong cận lớp Placentalia

## Hình ảnh

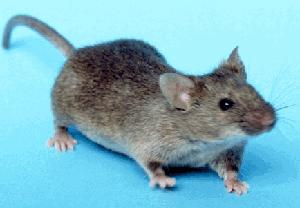
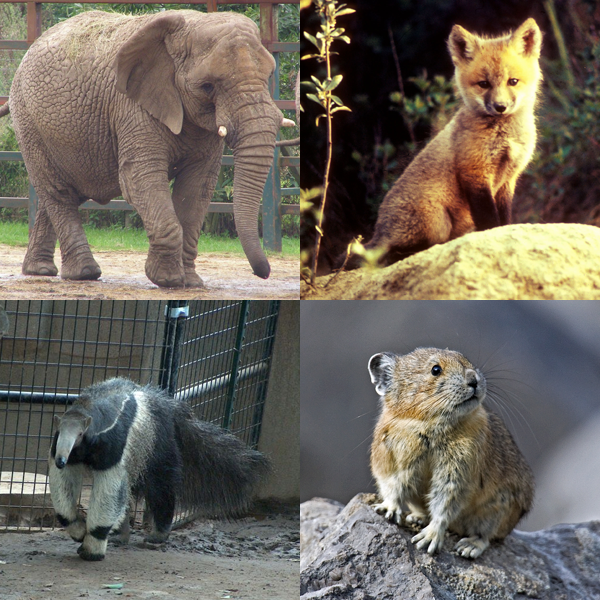
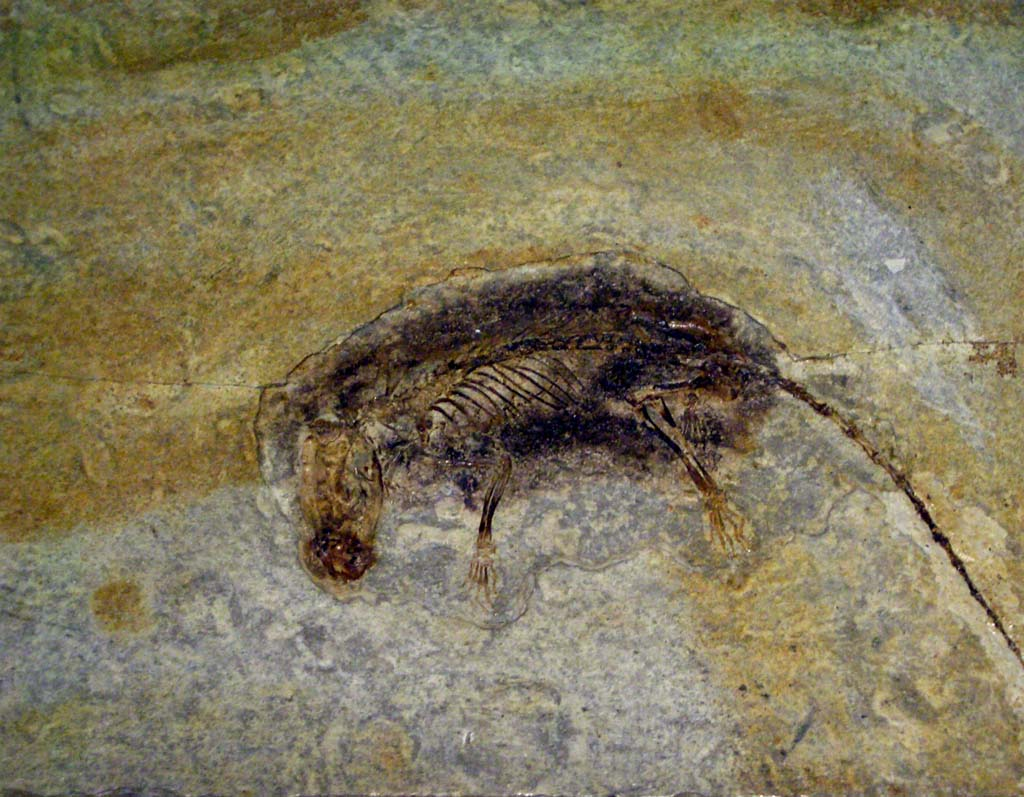
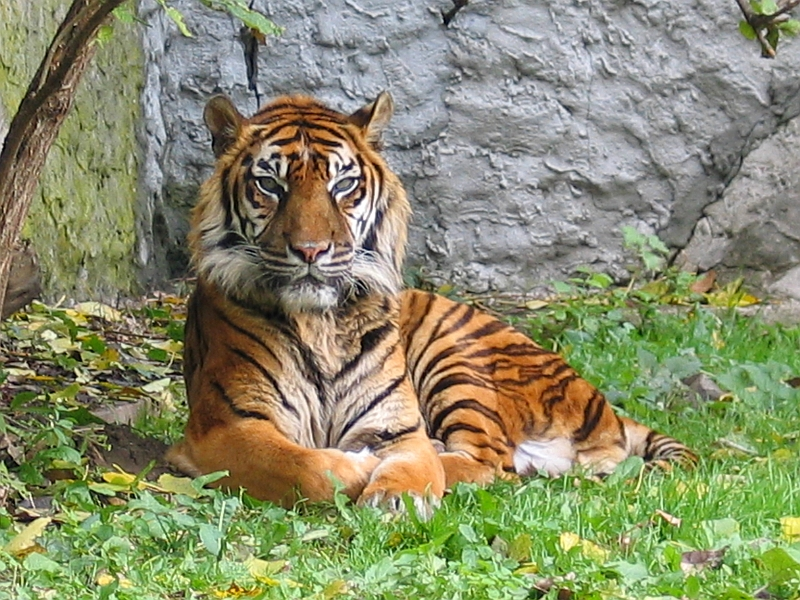